# Institute of Advanced Materials
El Institute of Advanced Materials o INAMAT (En castellano Instituto de Materiales Avanzados) es un centro de investigación tecnológica de la Universidad Pública de Navarra creado en diciembre de 2014 y que está situado en el Campus de Arrosadia de Pamplona.

## Dirección y objetivos
Está dirigido por el profesor titular de Física José Ignacio Pérez de Landazábal Berganzo y nace con la vocación de generar conocimiento y desarrollar tecnologías en el campo de los materiales avanzados. La orientación de su trabajo se centrará en estrategias basadas en síntesis, preparación de nuevos materiales y en el estudio de sus propiedades en dimensiones macroscópicas, películas delgadas y estructuras nanométricas. Se trata de actividades que encajan perfectamente tanto en una de las áreas prioritarias de especialización del Campus Iberus (Materiales y Tecnología para la Calidad de Vida), como en el propio plan Moderna.
En el Instituto INAMAT trabaja un grupo de 38 investigadores con una extensa trayectoria, de los que cerca de una treintena son “seniors” (tres sexenios o más) y más de una docena acumula al menos dos sexenios de investigación. Concretamente proceden de los departamentos de Química Aplicada; Física; Estadística e Investigación Operativa; Matemáticas; Ingeniería Matemática e Informática; Producción Agraria; e Ingeniería Mecánica, Energética y Materiales.

## Líneas de investigación
INAMAT articula su investigación en torno a tres grandes áreas:
- Energía.
- Salud.
- Medio ambiente.

Dentro de cada una de ellas, desarrolla líneas específicas de trabajo. Concretamente, en el área de energía, las líneas de investigación se centran en materiales magnéticos y dispositivos electromagnéticos, en materiales para nuevos combustibles y en la economía del hidrógeno. El área de la salud circunscribe sus líneas de investigación a los biofilms y al desarrollo de materiales para la síntesis de fármacos. Por último, dentro del área medioambiental, las líneas de investigación trabajarán sobre los sensores químicos y los procesos industriales sostenibles.